# Bengt Ferner
Bengt Ferner (adlad 1766 Ferrner), född 10 december 1724 på Nyeds sockens prästgård i Värmland, död 20 oktober 1802 i Stockholm, var en svensk astronom, matematiker och politiker.

## Biografi
Ferner blev student vid Uppsala universitet 1743 och astronomie observator vid Uppsala astronomiska observatorium 1751, efter att ha deltagit i de astronomiska parallaxobservationer som 1749–1750 gjordes samtidigt av Mårten Strömer i Uppsala, Joseph Jérôme Lefrançois de Lalande i Berlin och Nicolas Louis de Lacaille på Godahoppsudden. Han deltog sedan även i de internationellt samordnade observationerna av Venuspassagerna 1761 och 1769. 
Åren 1756–1758 förestod Ferner astronomie professuren vid Uppsala universitet, och var även periodvis lärare vid navigationsskolan i Karlskrona. Åren 1758–1763 vistades han på resor i Tyskland, Holland, England, Frankrike, Italien, Österrike och Böhmen, under vilka han träffade med flera av den tidens främsta forskare, som Jean le Rond d'Alembert och Leonhard Euler. Vid sin hemkomst blev han lärare för kronprins Gustav, som anlitade honom ända till sin kröning 1771, och Ferner erhöll då en pension. 
Redan 1756 hade Ferner blivit ledamot av Vetenskapsakademien samt blev ledamot av Vetenskapssocieteten i Uppsala 1784 och av Vitterhets- historie- och antikvitetsakademien 1786. Han invaldes i Royal Society 1760. Ferner fick 1765 kansliråds namn, heder och värdighet och blev 1766 adlad, då han förändrade det fäderneärvda namnet Ferner till Ferrner. Riddarhuset invalde honom 1778 och 1786 i Lagutskottet, och 1789 hade han plats i Sekreta utskottet. Han överlämnade till Vetenskapsakademien 1 000 riksdaler, varav räntan skulle användas till premier för avhandlingar i de matematiska vetenskaperna. 
Bland hans tryckta skrifter märks Afhandlingar, tal och rön i "Vetenskapsakademiens Handlingar" samt Bref, tryckta i "Lärda tidningar" (1757) och i "Svenska Mercurius" (1763–1764).